# Helicoma olivaceum
Helicoma olivaceum är en svampart som först beskrevs av Petter Adolf Karsten, och fick sitt nu gällande namn av Linder 1929. Helicoma olivaceum ingår i släktet Helicoma och familjen Tubeufiaceae.   Inga underarter finns listade i Catalogue of Life.